# Flugunfall der Canair Cargo bei Belvidere Center
Der Flugunfall der Canair Cargo bei Belvidere Center ereignete sich am 18. September 1991. Eine Convair CV-580 auf dem Flug vom Flughafen Moncton zum Flughafen Hamilton befindliche Frachtmaschine vom Typ Convair CV-580 der Canair Cargo verunglückte dabei bei Belvidere (Vermont), nachdem die Piloten die Orientierung verloren hatten. Bei dem Unfall kamen beide an Bord befindlichen Piloten ums Leben.

## Flugzeug
Die betroffene Maschine trug die Modellseriennummer 98, wurde im Jahr 1953 als Convair CV-340 gebaut und am 25. August 1953 mit dem Luftfahrzeugkennzeichen N73141 an die United Air Lines ausgeliefert, die der Maschine den Taufnamen Boston gab. Die Convair wurde im August 1968 durch das Unternehmen Tex Johnston Inc. erworben, das die Maschine zu einer Convair CV-580 umbaute und sie am 4. Dezember 1968 als solche zuließ. Am 18. August 1969 übernahm das Unternehmen Aero Spacelines die Maschine, im Oktober 1972 die Armstrong Cork Company, die die Maschine im Juni 1973 mit dem Kennzeichen N25278 wiederzuließ. Im Januar 1984 übernahm das Unternehmen Inter City Airways die Maschine und ließ diese mit dem Kennzeichen C-FICA wieder zu, ab September 1984 gehörte die Convair der Kelowna Flightcraft an. Im April 1985 übernahm die Time Air Canada die Maschine, ab September 1987 gehörte sie De Havilland Canada. Ab März 1988 gehörte die Maschine zur Flotte von Commuter Express, ab dem 1. April 1988 zu Air Toronto, ab dem 6. Mai 1988 zur Soundair Corporation. Die Canair Cargo kaufte die Maschine im September 1990 und ließ sie am 2. November 1990 auf sich zu. Das zweimotorige Mittelstreckenflugzeug war mit zwei Turboproptriebwerken des Typs Allison 501-D13D ausgerüstet. Bis zum Zeitpunkt des Unfalls hatte die Maschine eine Gesamtbetriebsleistung von 39.323 Betriebsstunden absolviert.

## Insassen
An Bord der Maschine befand sich lediglich eine zweiköpfige Besatzung, bestehend aus einem Flugkapitän und einem Ersten Offizier. Der 30-jährige Flugkapitän verfügte über 10.400 Stunden Flugerfahrung, wovon 1.200 Stunden auf die Convair CV-580 entfielen.

## Unfallhergang
Während sich die Maschine 50 Kilometer nordöstlich des Drehfunkfeuers von Burlington befand, erteilte die Flugsicherung im Boston ARTCC den Piloten die Freigabe für den Flug einer Linkskurve von 30 Grad. Die Piloten brachten die Maschine in eine horizontale Fluglage, kurz darauf drehte diese jedoch weiter nach links ab. Die Maschine brach in der Luft auseinander und stürzte um 21:50 Uhr Ortszeit über einem bergigen Gebiet bei Belvidere Center, Vermont ab, wobei beide Piloten starben.

## Ursache
Das National Transportation Safety Board übernahm nach dem Unfall die Ermittlungen zur Absturzursache. Die Untersuchung zu menschlichen Faktoren ergab, dass die letzte Flugminute des Flugzeugs mit dem Profil eines Piloten übereinstimmte, der an räumlicher Desorientierung litt. Der Kapitän wurde außerhalb des Cockpits gefunden, wobei nichts darauf hinwies, dass er sich beim Aufprall in seinem Sitz befunden hatte. Das Fehlen eines zweiten Piloten im Cockpit wurde neben der Dunkelheit und der Instrumentenwetterbedingungen im Untersuchungsbericht als beitragender Faktor für den Unfall genannt.